# 東海救急医学会
東海救急医学会（とうかいきゅうきゅういがくかい）は、東海地方の救急医学の進歩発展を図るために設立された学術団体。参加都道府県は、愛知県・岐阜県・三重県・静岡県。日本救急医学会東海地方会の母体となった。 

## 沿革
1984年東海地区で研究会として設立された。当初は各地区の救急医療の情報交換や連携を主題として活動を開始した。第1回は記念講演会と学術集会を開催、第2回より総会（10月）と学術集会（2月）が開催された。1987年第4回より日本救急医学会東海地方会に改称した。
| 回数            | 開催年月       | 会長     | 会長所属（開催当時）        | 開催地 | 備考                   |
| --------------- | -------------- | -------- | --------------------------- | ------ | ---------------------- |
| 第1回記念講演会 | 1984年10月20日 | 太田元次 | 名古屋掖済会病院 病院長     | 名古屋 | 愛知県医師会館         |
| 第1回学術集会   | 1985年2月23日  | 太田元次 | 名古屋掖済会病院 病院長     | 名古屋 | 名古屋市弥生           |
| 第2回総会       | 1985年11月16日 | 富永健二 | 名古屋第２赤十字病院 病院長 | 名古屋 | 名古屋市教育センター   |
| 第2回学術集会   | 1986年2月15日  | 富永健二 | 名古屋第２赤十字病院 病院長 | 名古屋 | 中部電力ホール         |
| 第3回総会       | 1986年10月18日 | 岡本一男 | 静岡済生会病院 病院長       | 静岡   | 静岡県総合福祉センター |
| 第3回学術集会   | 1987年2月7日   | 岡本一男 | 静岡済生会病院 病院長       | 静岡   | 静岡ターミナルホテル   |